# マシュー・レッキー
マシュー・アラン・レッキー（Mathew Allan Leckie, 1991年2月4日 - ）は、オーストラリア・メルボルン出身のサッカー選手。Aリーグ・メルボルン・シティFC所属。オーストラリア代表。ポジションはミッドフィールダー、フォワード。

## 経歴

### クラブ
オーストラリアのブリーン・ライオンズのユースチームでキャリアをスタートさせ、ビクトリア州リーグ2部を戦うトップチームに昇格。2009年9月2日、アデレード・ユナイテッドに2年契約で移籍。9月28日のメルボルン・ビクトリー戦で75分から出場しAリーグデビューを果たした。
2010年2月24日、自身初となるAFCチャンピオンズリーグ2010でハインドマーシュ・スタジアムに前年王者浦項スティーラースを迎えた試合で決勝ゴールを決めると、続く山東魯能泰山足球倶楽部戦で2ゴール目を決め2-0の勝利に貢献。この活躍からオーストラリアの最高の若手選手の1人として見られるようになった。
2010-11シーズンは、最初の5試合で2ゴールというパフォーマンスをみせ、賞賛された。シーズン終了後にドイツのボルシア・メンヒェングラートバッハに移籍。2011年7月9日、アバディーンとの親善試合で移籍初ゴールを含め2ゴールを決め、5-2の勝利に貢献した。
以降もドイツでプレー。2021年6月5日にヨーロッパでのプレーに区切りを付け、メルボルン・シティFCと契約した。

### 代表
2009年8月、AFF U-19ユース選手権のメンバーに選ばれると、準決勝の開催国ベトナム戦で先制ゴールを決め4-1で勝利した。翌年のAFC U-19選手権2010では準優勝し、2011 FIFA U-20ワールドカップの出場権獲得に貢献した。
A代表としては、ピム・ファーベーク監督にAFCアジアカップ2011 (予選)のインドネシア戦で初招集されたが、1-0で勝利したこの試合にレッキーの出番はなかった。
2012年11月14日、ホルガー・オジェック監督に韓国との親善試合に招集され、途中出場でデビューをした。2013年10月15日のカナダとの親善試合で代表初得点を挙げた。
2022 FIFAワールドカップでは、グループステージのデンマーク戦で決勝点を決め、チームのベスト16進出に大きく貢献した。

## 代表歴

### 出場大会
- オーストラリア代表
  - 2014年 - 2014 FIFAワールドカップ（グループリーグ敗退）
  - 2015年 - AFCアジアカップ2015（優勝）
  - 2018年 - 2018 FIFAワールドカップ    (グループリーグ敗退)
  - 2019年 - AFCアジアカップ2019（ベスト8）
  - 2022年 - 2022 FIFAワールドカップ (ベスト16)

### 試合数
- 国際Aマッチ 78試合 14得点（2012年- ）[5]

| オーストラリア代表 | 国際Aマッチ | 国際Aマッチ |
| 年                 | 出場        | 得点        |
| ------------------ | ----------- | ----------- |
| 2012               | 1           | 0           |
| 2013               | 4           | 1           |
| 2014               | 11          | 0           |
| 2015               | 12          | 1           |
| 2016               | 9           | 1           |
| 2017               | 12          | 3           |
| 2018               | 10          | 3           |
| 2019               | 4           | 2           |
| 2020               | 0           | 0           |
| 2021               | 4           | 2           |
| 2022               | 10          | 1           |
| 2023               | 1           | 0           |
| 2024               |             |             |
| 通算               | 78          | 14          |

## タイトル

### 代表
U-20オーストラリア代表
- AFF U-19ユース選手権（英語版）：2010

オーストラリア代表
- AFCアジアカップ：2015